# Technosaurus smalli
Il tecnosauro (Technosaurus smalli) è un rettile arcosauro estinto, probabilmente appartenente ai silesauridi. Visse nel Triassico superiore (circa 210 milioni di anni fa) e i suoi resti fossili sono stati ritrovati in Nordamerica. Per molto tempo è stato considerato uno dei più antichi dinosauri ornitischi.

## Descrizione
Gli scarsi resti fossili non permettono una descrizione adeguata, ma dal raffronto con altri animali probabilmente simili e meglio conosciuti (come Sacisaurus e Silesaurus) è possibile ipotizzare che Technosaurus fosse un erbivoro snello e agile, lungo forse un metro e mezzo. I denti di Technosaurus erano di forma triangolare e possedevano tre cuspidi.

## Classificazione
I fossili di questo animale vennero scoperti nella formazione Bull Canyon, risalente al Carnico (Triassico superiore), in Texas. I fossili su cui si basava la descrizione iniziale erano una premascella, due frammenti di mandibola, una vertebra dorsale e un astragalo, e vennero descritti da Sankar Chatterjee nel 1984 come quelli di un antico dinosauro ornitischio, uno dei pochissimi risalenti al Triassico. Successivamente, altri paleontologi portarono all'attenzione il fatto che tutti i materiali ritrovati nella cava non erano in associazione fra loro. Così Paul Sereno, nel 1991, ritenne che la parte anteriore della mandibola appartenesse a un giovane esemplare di dinosauro prosauropode e che la vertebra e l'astragalo fossero solo frammenti indeterminati; tutto quello che poteva essere ascritto al genere Technosaurus, quindi, era la parte posteriore della mandibola. Uno studio successivo compiuto da Irmis e colleghi indicò che la parte posteriore della mandibola rappresentasse in realtà un esemplare del bizzarro rauisuco Shuvosaurus, mentre la premascella e l'altro frammento mandibolare erano da ascriversi a Technosaurus; gli stessi autori, in seguito, indicarono Technosaurus come un genere valido ma dalle parentele molto incerte, nell'ambito degli arcosauromorfi. Successivi studi hanno indicato una possibile appartenenza ai silesauridi, un gruppo di arcosauri erbivori del Triassico, vicini all'origine dei dinosauri. 